# П'єрпонт-Менор (Нью-Йорк)
П'єрпонт-Менор (англ. Pierrepont Manor) — переписна місцевість (CDP) в США, в окрузі Джефферсон штату Нью-Йорк. Населення — 212 особи (2020).

## Географія
П'єрпонт-Менор розташований за координатами 43°44′20″ пн. ш. 76°3′47″ зх. д. / 43.73889° пн. ш. 76.06306° зх. д. (43.738846, -76.062967).  За даними Бюро перепису населення США в 2010 році переписна місцевість мала площу 1,78 км², з яких 1,77 км² — суходіл та 0,01 км² — водойми.

## Демографія
Згідно з переписом 2010 року, у переписній місцевості мешкало 228 осіб у 85 домогосподарствах у складі 65 родин. Густота населення становила 128 осіб/км².  Було 90 помешкань (50/км²).
Расовий склад населення:
| - 100,0 % — білих |

До двох чи більше рас належало 0,0 %. Частка іспаномовних становила 1,3 % від усіх жителів.
За віковим діапазоном населення розподілялося таким чином: 26,8 % — особи молодші 18 років, 59,6 % — особи у віці 18—64 років, 13,6 % — особи у віці 65 років та старші. Медіана віку мешканця становила 39,0 року. На 100 осіб жіночої статі у переписній місцевості припадало 90,0 чоловіків;  на 100 жінок у віці від 18 років та старших — 96,5 чоловіків також старших 18 років.
Середній дохід на одне домашнє господарство  становив 55 436 доларів США (медіана — 61 129), а середній дохід на одну сім'ю — 55 436 доларів (медіана — 61 129). 
Цивільне працевлаштоване населення становило 89 осіб. Основні галузі зайнятості: освіта, охорона здоров'я та соціальна допомога — 43,8 %, оптова торгівля — 34,8 %, роздрібна торгівля — 9,0 %, транспорт — 6,7 %.